# アカタテハ
アカタテハ（赤立羽、学名: Vanessa indica）は、チョウ目・タテハチョウ科に分類されるチョウの一種。翅に鮮やかな模様があるタテハチョウで、日本では秋によく見られる。

## 形態
成虫の前翅長は3.5cmほどの中型のチョウである。前翅の表側に鮮やかな橙色の帯模様があり、和名はこれに由来する。前翅の先端は黒く、白色の斑点が点在する。後翅の表にも橙色の縁取りがあるが、他はくすんだ褐色をしている。翅の裏側はほぼ灰褐色で、白くて細い網目模様がある。
幼虫の体にはたくさんの突起があり、ケムシの概念に含まれる外見である。小さい幼虫は全身が黒いが、大きくなると突起が黄白色になり、個体によっては体色に紫色を帯びるものもいる。触れても問題はなく、むしろ食草のイラクサにふれないよう気をつけたほうがよい。イラクサ科の葉は比較的硬いため幼虫のあごは大きく、皮膚の薄い子供が咬まれることもあるので、扱う際はピンセットを用いるとよい。

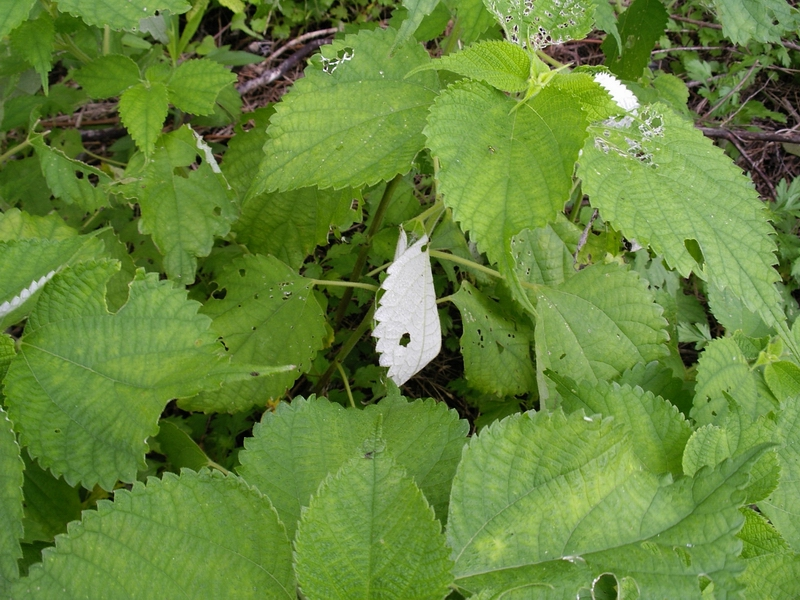
幼虫の巣（画像中央）。カラムシ群落の中で綴じられた葉が白く目立つ。
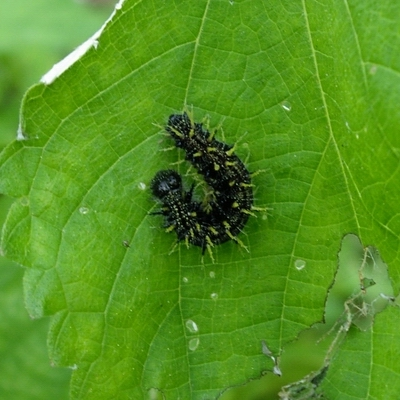
終齢幼虫。綴じた葉の中に隠れている。

## 生態
成虫は年に数回発生し、早春から晩秋まで見られるが、個体数は夏に少なく秋に多い。冬は成虫で越冬するため、早春に見られる越冬個体は翅の一部が欠けているものも多い。不規則な軌道を描きながら速く飛ぶ。花にも吸蜜に訪れるが、秋が深まった頃には、サザンカの花に訪れたり、カキノキの下で、熟して落ちた果実から汁を吸ったりする姿が見かけられる。花や腐果だけでなく獣糞や樹液にも頻繁に集まる。
幼虫の食草は、カラムシ、ヤブマオ、イラクサなどのイラクサ科植物である（ごくまれにニレ科のケヤキを食うこともあり、飼育下で代用食として利用可能）。幼虫は食草の葉のつけ根をかじって葉の表を内側に左右を糸でつづり、綴じ合わせた「巣」を作る習性がある。そのためイラクサ科植物で左右から綴じられた葉があれば、それを開くとアカタテハの幼虫を見つけることができる。特に人里に多いカラムシでは葉の裏が白いため、葉の裏が表側に位置するアカタテハの幼虫の巣は、白く目立つ。
蛹になる際は、羽化を見越して葉の下端を3分の1ほど開けた巣をつくり、その中で蛹になる。
幼虫に関しては比較的飼育しやすい種ではあるが、ブランコヤドリバエ Exorista japonica やカイコノウジバエ Blepharipa zebina の犠牲となることも多い。

## 分布
インドからオーストラリア、日本（北海道、礼文島、利尻島、本州、佐渡島、八丈島、三宅島、父島、母島、隠岐島、四国、九州、対馬、壱岐島、甑島、種子島、屋久島、トカラ列島、奄美大島、徳之島、沖縄本島、宮古島、石垣島、西表島、与那国島）まで広く分布する。森林の周辺の日当たりが良い場所に生息し、農村や都市部でもよく見られる。

## アカタテハ属
アカタテハ属（アカタテハぞく、学名: Vanessa）は、タテハチョウ科の属の一つ。
- Vanessa altissima
- Vanessa annabella
- ヨーロッパアカタテハ Vanessa atalanta
- Vanessa braziliensis
- Vanessa buana
- ヒメアカタテハ Vanessa cardui
- Vanessa carye
- Vanessa dejeanii
- Vanessa dilecta
- Vanessa gonerilla
- アカタテハ Vanessa indica
- Vanessa itea
- Vanessa kershawi
- Vanessa myrinna
- Vanessa samani
- Vanessa tameamea
- Vanessa terpsichore
- Vanessa virginiensis
- Vanessa vulcania
- †Vanessa amerindica

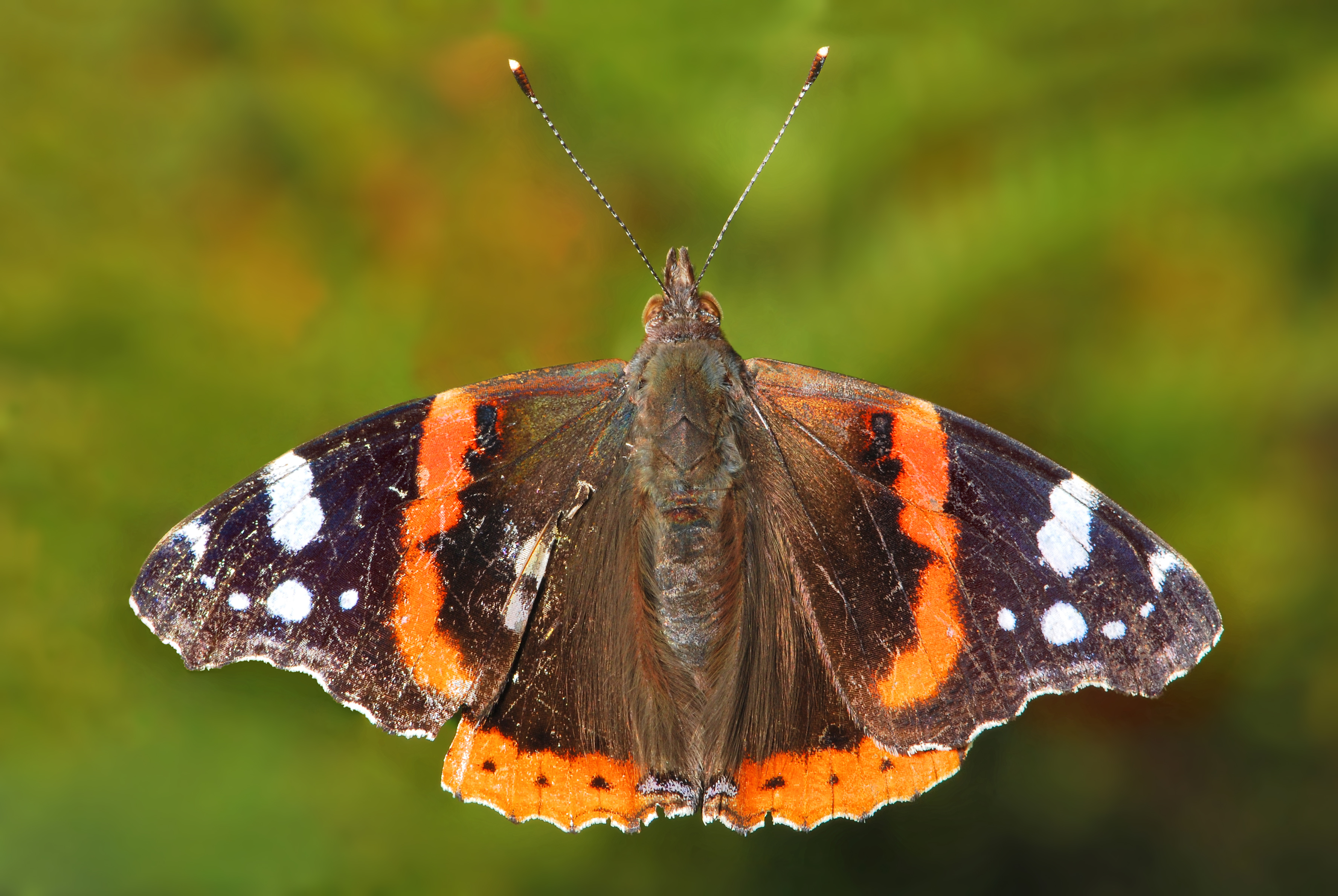
ヨーロッパアカタテハ
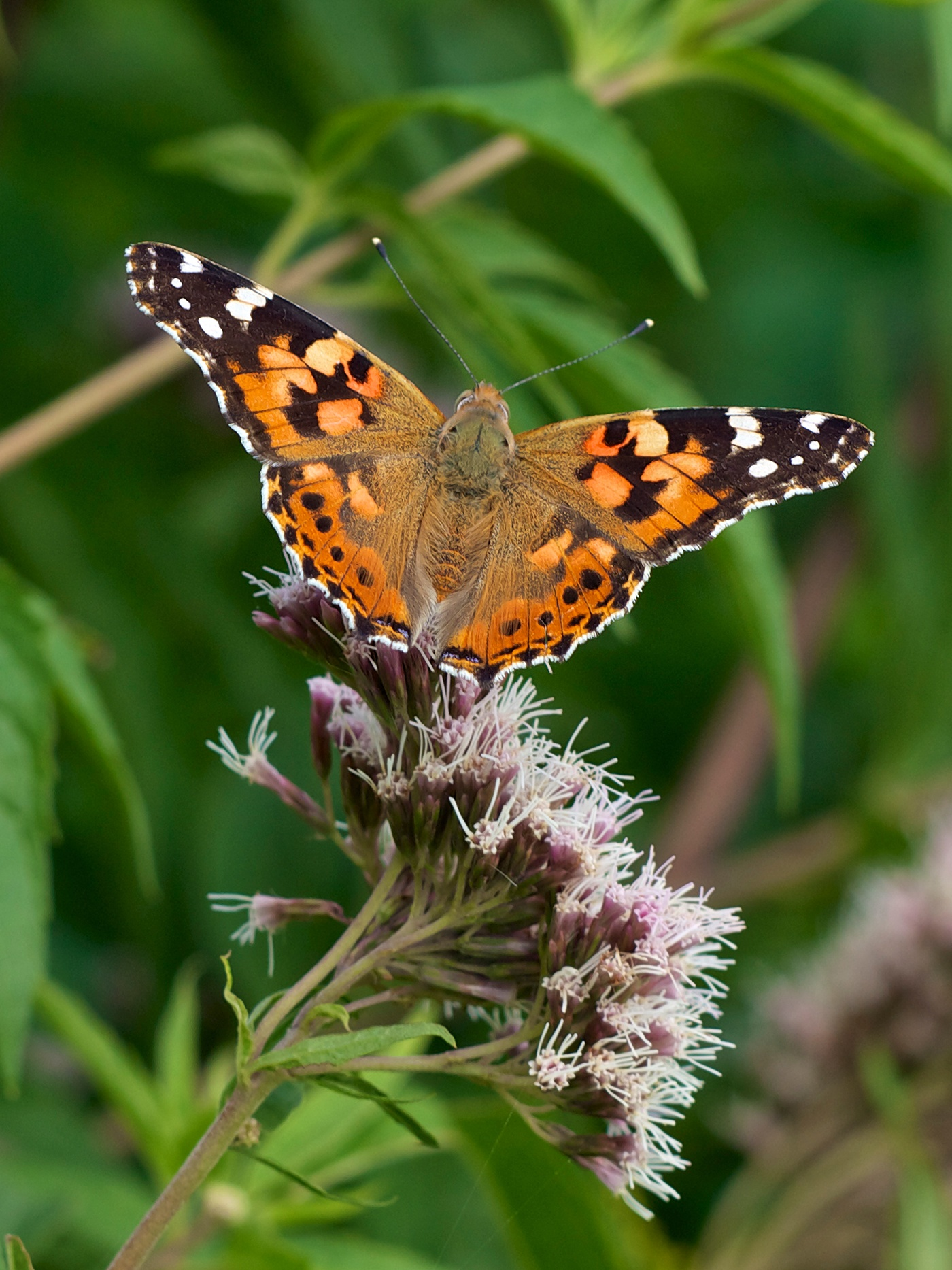
ヒメアカタテハ